# Benin az 1984. évi nyári olimpiai játékokon
Benin az egyesült államokbeli Los Angelesben megrendezett 1984. évi nyári olimpiai játékok egyik részt vevő nemzete volt. Az országot az olimpián 1 sportágban 3 sportoló képviselte, akik érmet nem szereztek.

## Ökölvívás
| Versenyző      | Versenyszám   | Selejtező         | 32-es főtábla               | Nyolcaddöntő      | Negyeddöntő       | Elődöntő          | Döntő             | Helyezés |
| Versenyző      | Versenyszám   | Ellenfél Eredmény | Ellenfél Eredmény           | Ellenfél Eredmény | Ellenfél Eredmény | Ellenfél Eredmény | Ellenfél Eredmény | Helyezés |
| -------------- | ------------- | ----------------- | --------------------------- | ----------------- | ----------------- | ----------------- | ----------------- | -------- |
| Firmin Abissi  | Harmatsúly    | erőnyerő          | Barbar Ali Khan (PAK) · 0:5 | kiesett           | kiesett           | kiesett           | kiesett           | 17.      |
| Georges Boco   | Váltósúly     | erőnyerő          | Luciano Bruno (ITA) · 0:5   | kiesett           | kiesett           | kiesett           | kiesett           | 17.      |
| Maxime Mehinto | Nagyváltósúly | erőnyerő          | Abdellah Tibazi (MAR) · 0:5 | kiesett           | kiesett           | kiesett           | kiesett           | 17.      |